# Himasenluoto
Himasenluoto är en ö i Finland. Den ligger i sjön Haukivesi och utgör ett gränsmärke mellan kommunerna Rantasalmi och Nyslott i landskapet  Södra Savolax, i den sydöstra delen av landet, 280 km nordost om huvudstaden Helsingfors. Öns area är endast omkring 200 kvadratmeter och dess största längd är 30 meter i sydöst-nordvästlig riktning.